# Illja Aleksijewitsch
Illja Aleksijewitsch (belarussisch Ільля Алексіевіч, * 10. Februar 1991 in Schodsina) ist ein belarussischer Fußballspieler.

## Karriere

### Verein
Aleksijewitsch begann seine Karriere in seiner Heimatstadt bei Torpedo Schodsina, für den er im November 2008 in der Wyschejschaja Liha debütierte. 2011 wechselte er zum FK Homel, 2013 zu BATE Baryssau. Sein Champions-League-Debüt gab er im September 2014. Im Januar 2016 wechselte er nach Griechenland zu Panetolikos. Im Sommer 2016 verließ er Panetolikos.
Im Januar 2017 kehrte er nach einem halben Jahr Vereinslosigkeit nach Belarus zum FK Schachzjor Salihorsk zurück. Im August 2017 wurde er an seinen ehemaligen Verein Torpedo Schodsina verliehen.

### Nationalmannschaft
Aleksijewitsch spielte für diverse Jugendnationalmannschaften. 2012 nahm er mit der U-23-Mannschaft an den olympischen Spielen teil. Er kam in jedem belarussischen Spiel zum Einsatz. 2012 wurde er auch erstmals für die Herren nominiert. Sein Debüt gab er im November 2012 gegen Israel.